# KColorEdit
KColorEdit (KDE Color Palette Editor) es un editor de archivos de paletas de colores. Puede ser usado para editar los colores, nombrarlos y añadir comentarios al archivo de la paleta. Soporta el formato de colores de KDE como el de GIMP.
Por defecto KDE instala los archivos de las paletas en determidados directorios configurados. Las paletas de KDE son "Oxygen Colors", "Custom Colors", "Recent Colors", "Web Colors", "Royal Colors" y "40 Colors" (esta paleta pertenece a Qt4). KColorEdit puede abrir estas paletas predeterminadas o también puede abrir archivos de texto locales que contengan una descripción adecuada al estándar, por ejemplo, se puede leer los archivos *.gpl que son los archivos de las paletas de GIMP.
KColorEdit pertenece al módulo Extragear y se encuentra dentro del paquete Graphics.